# Вахтана (приток Большой Какши)
Вахтана — река в России, протекает в Шахунском районе Нижегородской области. Устье реки находится в 46 км по левому берегу реки Большая Какша. Длина реки составляет 21 км, площадь водосборного бассейна 118 км².
Исток реки находится в лесах в 11 км к юго-востоку от посёлка Сява. Течёт по лесному массиву сначала на северо-запад, затем на север. Впадает в Большую Какшу на южных окраинах посёлка Сява.

## Данные водного реестра
По данным государственного водного реестра России относится к Верхневолжскому бассейновому округу, водохозяйственный участок реки — Ветлуга от истока до города Ветлуга, речной подбассейн реки — Волга от впадения Оки до Куйбышевского водохранилища (без бассейна Суры). Речной бассейн реки — (Верхняя) Волга до Куйбышевского водохранилища (без бассейна Оки).
Код объекта в государственном водном реестре — 08010400112110000042292.